# Ron Stallings
Ronald Jerome Stallings (* 2. Dezember 1947 in Oakland; † 13. April 2009 in Berkeley), genannt The Reverend (lat. reverendus, deutsch: Hochwürden) war ein US-amerikanischer Musiker. Von 1994 bis zu seinem Tod war er Teil des Bläsersatzes der Band Huey Lewis & the News, wo er Saxofon spielte.

## Biografie
Stallings erlernte ab seinem 13. Lebensjahr das Spielen von Klarinette und Saxofon. Er spielte in den späten 1960er und den 1970er Jahren mit Michael Bloomfield, Elvin Bishop, Tom Fogerty und Otis Rush und in den 1980er Jahren mit Jerry Garcia.  Bevor er festes Mitglied der Bläsergruppe von Huey Lewis & the News wurde, arbeitete er 1990 mit Lou Rawls.
Seine erste Arbeit als Mitglied der Band um Huey Lewis waren die vier neuen Stücke, die die Gruppe für die Best-of-Sammlung Time Flies: The Best of Huey Lewis & the News aufnahm: Stallings spielte Saxofon bei den Liedern 100 Years From Now, So Little Kindness, ’Til the Day After und When the Time Has Come. Er war anschließend an allen bis zu seinem Tod erschienenen Alben der Band beteiligt.
Neben Saxofon und Klarinette beherrschte Stallings auch das Spiel mit der Flöte und dem Horn. Er starb am 13. April 2009 an den Folgen seiner Krebserkrankung, gegen die er drei Jahre gekämpft hatte. Er wurde auf dem Skylawn Memorial Park in San Mateo beigesetzt.

## Diskografie (Auszug)
mit Huey Lewis & the News
- Four Chords & Several Years Ago (1994)
- Plan B (2001)
- Live at 25 (2005)